# Еймі Віллмотт
Еймі Віллмотт (англ. Aimee Willmott, 26 лютого 1993) — британська плавчиня.
Учасниця Олімпійських Ігор 2012, 2016 років.
Призерка Чемпіонату Європи з водних видів спорту 2014, 2020 років.
Призерка Чемпіонату Європи з плавання на короткій воді 2012, 2013 років.
Переможниця Ігор Співдружності 2018 року, призерка 2014 року.